# Angélique Spincer
Angélique Spincer, née le 25 juin 1984 à Orsay, est une ancienne handballeuse internationale française, évoluant au poste de demi-centre et d'ailière gauche. Elle est la fille de l'ancien gardien de but handballeur Maxime Spincer, le premier Réunionnais à avoir rejoint l'élite dans les années 1980. Elle entraine désormais le club de Plan-de-Cuques en Division 1, à partir de la saison 2020-2021.

## Biographie
Elle commence le handball de haut niveau au CJF Fleury-Les-Aubrais au poste d'ailière gauche, mais démontre des qualités techniques de tirs et de passes, qui la propulse alors sur le poste de demi-centre.
Après avoir évolué avec les sélections de jeunes, elle rejoint le groupe de l'Équipe de France pour obtenir sa première sélection en 2005 face à la Roumanie. Elle participe au mondial 2005 puis est l'un des maillons forts de l'équipe qui remporte la médaille de bronze lors des Championnats d'Europe 2006 en Suède, terminant meilleure marqueuse, avec 35 buts, de la sélection française.
Malheureusement, elle doit déclarer forfait pour le mondial 2007 qui se déroule en France en raison d'une blessure à l'épaule qui la tient éloignée des parquets pendant huit mois. Insuffisamment rétablie, elle doit ensuite de nouveau déclarer forfait pour le tournoi de qualification pour les Jeux olympiques de Pékin. Après avoir réintégré le groupe de l'équipe de France en préparation pour les jeux, elle doit finalement renoncer, ressentant une gêne.
Elle retrouve l'équipe de France pour le Championnat d'Europe 2008 en Macédoine. Lors de cette dernière compétition, l'équipe de France, qui intègre de nouvelles joueuses pour remédier à la fin de carrière des glorieuses anciennes, termine le premier tour avec trois défaites et se voit éliminée de la compétition.
Après une année de purgatoire, à la suite de la rétrogradation de son club Issy Paris hand, nouveau nom depuis 2009 du club d'Issy-les-Moulineaux, en deuxième division, elle retrouve l'élite du handball français pour la saison 2010-2011, le club assurant à l'issue de cette saison son maintien. Elle retrouve également l'équipe de France en participant au Championnat d'Europe 2010, compétition où la France à la cinquième place.
Lors de la saison 2011/2012, elle remporte le championnat régulier avec Issy-Paris, l'équipe se hisse en finale des play-off, mais malheureusement s'incline contre l'Arvor 29 pays de Brest, se sera donc à la 2e place du championnat que finira Issy-Paris, Angélique devient donc pour la première fois vice-championne de France de première division. 
En décembre 2011, elle devient vice-championne du monde 2011 au Brésil.
Toujours gênée par une douleur à l'épaule droite, elle renonce à la préparation pour les Jeux olympiques 2012 à Londres où la France s'incline en quart de finale face au Monténégro.

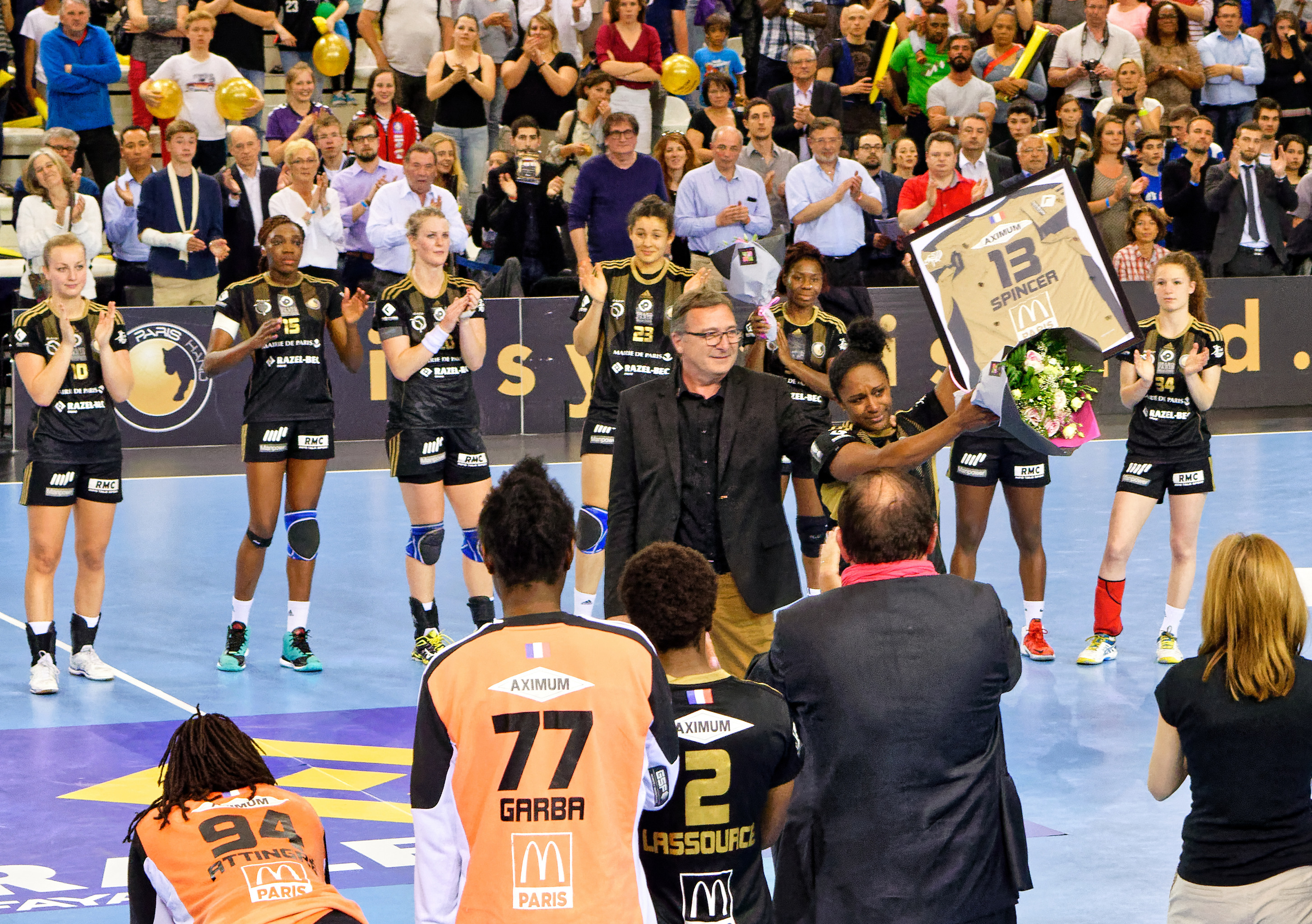
Angélique Spincer lors de son départ d'Issy Paris Hand, le 27 mai 2015.

En 2015, après trois saisons marquées par les blessures et cinq défaites consécutives en finale, elle décide de quitter l'Issy Paris Hand, où elle a évolué pendant 9 saisons, pour rejoindre la Stella Saint-Maur qui évolue en division 2. En septembre 2017, elle remplace Franck Andretti en tant qu'entraîneur principal du club francilien, qui évolue alors en Nationale 1.
Cette première année en tant qu'entraineur est un vrai succès puisque la Stella remonte en D2 pour la saison 2018-2019.
La saison 2019-2020 s’achève plus tôt que prévu en raison du Covid-19. Bien parti dans le championnat la Stella finira 3ème de sa poule. 
Angélique s’engage au Handball Plan de Cuques pour les deux prochaines saisons en Ligue Butagaz Énergie.

## Palmarès

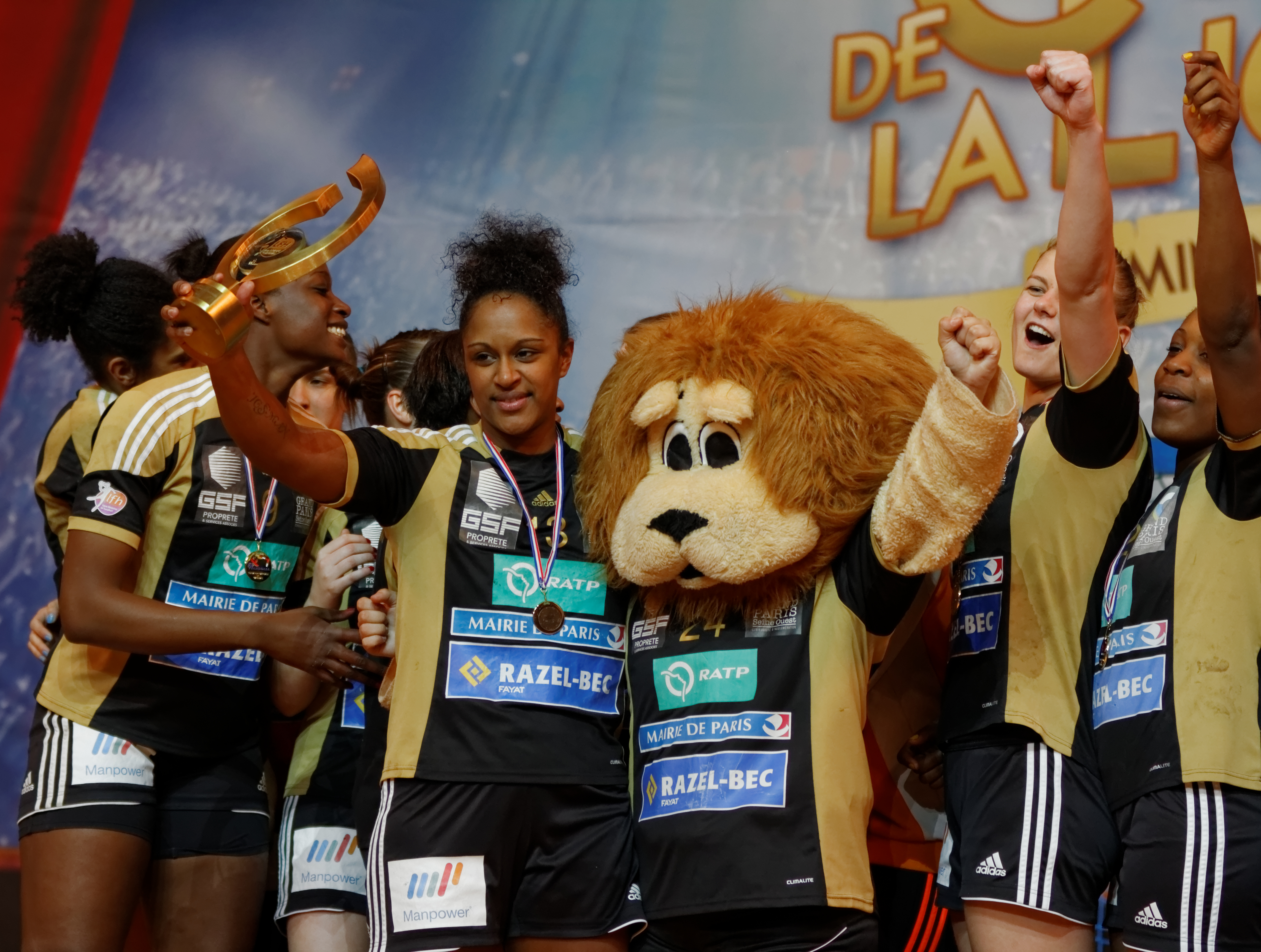
Angélique Spincer reçoit la Coupe de la Ligue 2013.

### Club
Compétitions internationales
- Finaliste de la Coupe des vainqueurs de coupe (C2) en 2013
- Finaliste de la Coupe Challenge (C4) en 2014

Compétitions nationales
- Vainqueur de la Coupe de la Ligue en 2013
- Championne de France D2 en 2010
- Vice-championne de France en 2012, 2014 et 2015
- Finaliste de la Coupe de France en 2014

### Sélection nationale
Championnats du monde 
- 12e place du Championnat du monde 2005
- Finaliste du Championnat du monde 2011

Championnats d'Europe
- Troisième du Championnat d'Europe 2006
- 14e place au Championnat d'Europe 2008
- 5e place au Championnat d'Europe 2010

Autres
- Début avec l'Équipe de France le 6 mai 2005 contre la Roumanie
- 5e place du Championnat d'Europe junior en 2002